# Monte Grande, Naranjos Amatlán
Monte Grande är en ort i Mexiko.   Den ligger i kommunen Naranjos Amatlán och delstaten Veracruz, i den sydöstra delen av landet, 250 km nordost om huvudstaden Mexico City. Monte Grande ligger 119 meter över havet och antalet invånare är 126.
Terrängen runt Monte Grande är platt åt nordost, men åt sydväst är den kuperad. Runt Monte Grande är det ganska glesbefolkat, med 29 invånare per kvadratkilometer. Närmaste större samhälle är Naranjos, 10,3 km norr om Monte Grande. Trakten runt Monte Grande består till största delen av jordbruksmark.